# Лоскутофф, Джим
Джим Лоскутофф (англ. Jim Loscutoff; 4 февраля 1930, Сан-Франциско, Калифорния — 1 декабря 2015, Нейплс, Флорида) — американский профессиональный баскетболист. В семи из девяти (1955—1964) проведённых сезонов за «Бостон Селтикс» Джим становился чемпионом НБА.

## Биография
Вырос в семье четырёх детей, его отца звали Джеймс, а мать — Нелли. Начал играть в баскетбол в высшей школе Пало-Альто, которую окончил в 1948 году. Потом Лоскутофф учился в колледже «Гранд Техникал», потом два года учился и играл в Орегоне (после первого года учёбы провел три года в армии, после чего вернулся в университет ещё на год).
Джим был выбран командой «Бостон Селтикс» на драфте НБА 1955 года в 1-м раунде под общим 3-м номером. Он был выбран тренером «Бостона» Рэдом Ауэрбахом, чтобы обеспечить столь необходимую защиту в «Селтикс», у которой (при том, что «кельты» в сезоне 1954/1955 стали первой командой, которая в среднем набирала по 100 очков за игру) был один из худших показателей обороны в НБА.
Лоскутофф, носивший 18-й номер, решил разрешить будущим игрокам «Селтикс» выходить на площадку под его номером. Поэтому на одном из баннеров, вывешенных под сводами «ТД-гарден», написано «LOSCY», в честь Лоскутоффа. Впоследствии номер 18 был навечно закреплён за Дейвом Коуэнсом.
В последнее время Джим жил в Андовере (Массачусетс), где его семья владела дневным лагерем для детей. Скончался в Нейплсе (штат Флорида) 1 декабря 2015 года от осложнений болезни Паркинсона и пневмонии.